# Arthur Andersen
Arthur Andersen LLP fue una empresa fundada en 1913 que llegó a convertirse en una de las cinco mayores compañías auditoras del mundo, hasta su práctica desaparición en 2002 a raíz del escándalo Enron. Su sede se encontraba en Chicago. Además de la auditoría, ofrecía servicios de consultoría y asesoramiento fiscal y jurídico.
Arthur Andersen fue fundada en 1913 por Arthur Andersen y Clarence DeLany bajo la denominación «Andersen, DeLany & Co.» Andersen era por aquel entonces catedrático de finanzas empresariales en la universidad Northwestern University (cerca de Chicago). Su primer cliente fue la empresa cervecera Schlitz Beer Company, de Milwaukee, ciudad situada al norte de Chicago. En 1918 el nombre de la compañía fue sustituido por Arthur Andersen & Co.
El final de Arthur Andersen como una gran compañía ocurrió cuando la empresa, auditora de Enron Corporation, fue sentenciada por los tribunales federales de Houston el sábado 16 de junio de 2002 por delitos de obstrucción a la justicia, y de destrucción y alteración de documentos relacionados con la quiebra de Enron y las irregularidades cometidas por dicha corporación. La multa impuesta fue de poca cuantía, unos 500 000 dólares, pero además se privó a la compañía de poder seguir ejerciendo sus funciones de auditoría y asesoría para las sociedades registradas en la bolsa de valores de los Estados Unidos. Esto motivó el cese de casi todas sus actividades. A partir de entonces, las sociedades de Arthur Andersen en los diferentes países se fueron disolviendo y sus equipos profesionales se fusionaron o fueron absorbidos por otras empresas del sector.
El 31 de mayo de 2005 la corte suprema de Estados Unidos, a raíz de una apelación por parte de Arthur Andersen, absolvió a la compañía basándose en la vaguedad de las pruebas presentadas por la acusación, estimando además que el jurado del juicio condenatorio estuvo «aleccionado» por la fiscalía para culpabilizar a la auditora «por destruir papeles, incluso si no hubiera ánimo de obstruir a la Justicia». Sin embargo, la compañía no pudo recuperarse de la pérdida de prestigio y capital humano y fue incapaz de retomar la actividad profesional anterior, ni siquiera a menor escala.
Arthur Andersen no fue disuelta y continúa operando el centro de conferencias Q Center, en St. Charles, Illinois (Estados Unidos), utilizado para conferencias y cursos de formación de diversas consultoras y auditoras (principalmente Accenture).

## Desmantelamiento de la firma
En España, la compañía había integrado en los últimos años de existencia el despacho Garrigues & Andersen. Tras la disolución de Arthur Andersen, el equipo profesional de auditoría y de asesoramiento jurídico se integró en Deloitte, mientras que el departamento de asesoramiento fiscal recobró su independencia como Garrigues. Un grupo de 80 profesionales de la división de consultoría encabezados por Alfonso Serrano-Suñer (nieto de Ramón Serrano Suñer) realizaron un spin off fundando la firma Management Solutions, dedicada a la consultoría de negocio. La División de consultoría de negocio y consultoría de sistemas con más de 800 profesionales se integró, como sucedió en otros países, con KPMG Consulting (ya entonces separada de su rama auditora) para constituir la firma BearingPoint.
En Argentina se fusionaron con Ernst & Young (EY) y formaron uno de los estudios de auditoría más grandes del país.[cita requerida] En Chile, bajo el nombre de Langton Clarke, se fusionaron con Ernst & Young y formaron la mayor auditora del país, con una participación de mercado entre 35 % y 40 %. En México, la firma era representada por Ruiz, Urquiza y Cía, S.C., y se integró en Deloitte. En Perú, el representante era Medina, Zaldívar y Asociados S. C., quienes al ver el desprestigio inminente de la firma negociaron hábilmente la representación de Ernst & Young, representada en ese entonces por la firma Alonso y Asociados.